# WWE '12
WWE '12 is een worstel-spel, ontwikkeld door Yuke's en uitgebracht door THQ. Het is het dertiende spel in de serie van worstelspellen over de WWE, alhoewel de vorige spellen als titel SmackDown! en SmackDown vs. Raw hadden. Het spel was alleen beschikbaar voor de zevende generatie computerspellen.

## Rooster
| Raw | SmackDown! | Legendes (Superstars moeten vrijgespeeld worden) | Divas                                                                                          | DLC |
| --- | --- | --- | ---------------------------------------------------------------------------------------------- | --- |
| - Alberto Del Rio - Alex Riley - Big Show - CM Punk - David Otunga - Dolph Ziggler - Drew McIntyre - Evan Bourne - Goldust (vrij te spelen) - Jack Swagger - John Cena - John Morrison - Kofi Kingston - Mason Ryan - Michael McGillicutty - The Miz - R-Truth - Rey Mysterio - Santino Marella - Triple H - Zack Ryder | - Christian - Cody Rhodes - Daniel Bryan - Ezekiel Jackson - Heath Slater - Justin Gabriel - Kane - Mark Henry - Randy Orton - Sheamus - Sin Cara - Ted DiBiase - Tyson Kidd - The Undertaker - Wade Barrett - William Regal - Yoshi Tatsu | - Animal (da sbloccare) - Arn Anderson (da sbloccare) - Ax (da sbloccare) - Booker T (da sbloccare) - Brock Lesnar (da sbloccare) - Eddie Guerrero (da sbloccare) - Edge (da sbloccare) - Hawk (da sbloccare) - Kevin Nash (da sbloccare) - Mr. McMahon (da sbloccare) - Ricky Steamboat (da sbloccare) - Smash (da sbloccare) - Stone Cold Steve Austin (da sbloccare) - Big Van Vader (da sbloccare) | - Beth Phoenix - Eve - Kelly Kelly - Layla - Maryse - Michelle McCool (da sbloccare) - Natalya | - Christian "Retro" - Edge "Retro" - Batista - "Retro" Masked Kane - Brodus Clay - Jerry Lawler - Jim Ross - "Macho Man" Randy Savage - Michael Cole - Mick Foley - The Rock - Shawn Michaels - Alicia Fox - Brie Bella - Kharma - Nikki Bella - Trish Stratus - Vickie Guerrero |